# Oleg Pogodine
Oleg Pogodine (russe : Олег Погодин), né le 3 juillet 1965 à Salsk (oblast de Rostov, RSFS de Russie), est un réalisateur et scénariste soviétique puis russe de cinéma et de télévision.

## Biographie
En 2011, il réalise le drame policier La Maison, qui raconte la désintégration d'une grande famille de Rostov. Le film a remporté l'Aigle d'or (six nominations, dont trois gagnantes) et le prix Nika (quatre nominations ; Sergueï Garmach a remporté le Nika du meilleur acteur).
En 2013, sa série télévisée Le Cri de la chouette (ru), filmée dans les traditions du cinéma d'espionnage soviétique, est sortie. En 2021, le film d'aventure Le Royaume magique, adapté du conte de Piotr Erchov du même nom, est présenté en avant-première.

## Filmographie

### Réalisateur
- 2000 : Triomphe (ru) (Триумф)
- 2003 : La patrie attend (Родина ждет)
- 2008 : Russian Transporter : Mission Protection (Непобедимый)
- 2011 : La Maison (Дом)
- 2013 : Le Cri de la chouette (ru) (Крик совы)
- 2021 : Le Royaume magique (Конек-Горбунок)
- 2022 : Siriskaïa sonata (ru) (Сирийская соната)